# 우리는 우리의 산
우리는 우리의 산(아르메니아어: Մենք ենք, մեր լեռները)은 아제르바이잔의 스테파나케르트 북쪽에 있는 큰 기념물이다.
사르기스 바그다사라얀이 1967년에 완성한 이 조각은 나고르노카라바흐의 아르메니아인 유산의 상징으로 널리 알려져 있다. 기념물은 화산 응회암을 새겨 만들어졌으며, 늙은 남녀의 모습을 하고 있다. 이 기념물은 아르차흐 공화국의 국장에서도 볼 수 있다. 2023년까지는 미승인국이였던 아르차흐 공화국의 상징이였으나 국가 해산으로 현재 아제르바이잔의 상징 기념물이다.
아제르바이잔은 스테파나케르트을 편입하고 기념비에 국기를 게양했다.